# Никакой войны, кроме классовой!

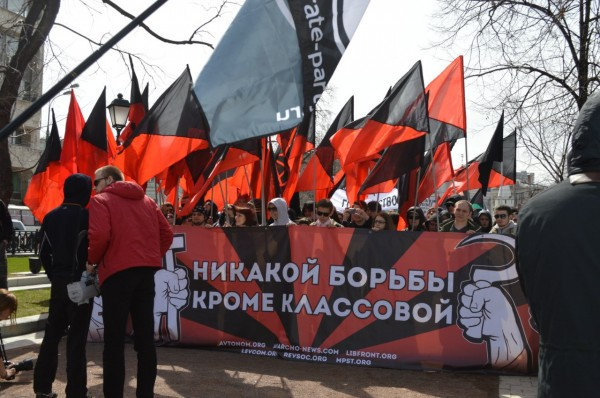
Активисты "Автономного Действия" на левом марше 1 мая 2013

«Никакой войны, кроме классовой!» (англ. No war but the class war!) — девиз, выражающий оппозицию капитализму, используемый анархистскими и революционно-марксистскими (в частности, троцкистскими и другими коммунистическими) группами. Используется как название ряда антиавторитарных и антикапиталистических групп.
Лозунг широко использовался различными марксистскими группами как средство подчеркнуть приоритет классовой борьбы над другими политическими целями и как общий антимилитаристский лозунг.